# Tusukuru tamburinus
Espèce
Tusukuru tamburinus est une espèce d'araignées aranéomorphes de la famille des Linyphiidae.

## Distribution
Cette espèce est endémique de Sibérie en Russie,. Elle se rencontre dans les îles Kouriles et en Primorie.

## Description
Les mâles mesurent de 1,30 à 1,43 mm et les femelles de 1,50 à 1,75 mm.

## Publication originale
- Eskov, 1993 : Several new linyphiid spider genera (Araneida Linyphiidae) from the Russian Far East. Arthropoda Selecta, vol. 2, no 3, p. 43-60 (texte intégral).